# Acanthognathus

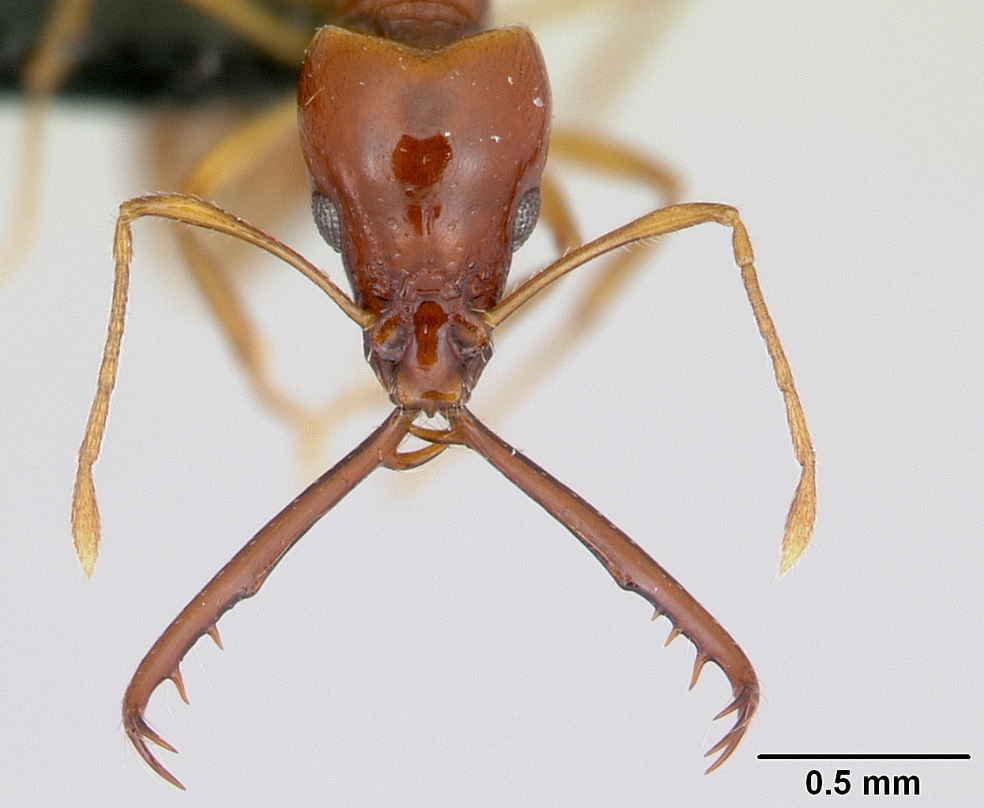
Acanthognathus teledectus

Acanthognathus (лат. , от др.-греч. ἀκανθο- +γνάθος «шипастые челюсти») — род муравьёв, встречающийся в тропических странах Центральной и Южной Америки. Имеют красноватую окраску и мощные развитые мандибулы, по размеру сравнимые с мандибулами муравьёв рода Odontomachus.
Эти хищные муравьи живут небольшими колониями из не менее чем 30 взрослых особей. Длина рабочих 3,5—4,6 мм. Усики самок и рабочих 11-члениковые, а самцов — 12-члениковые. Формула щупиков: 5,3 (нижнечелюстные + нижнегубные). Вместе с родом Daceton являются наиболее примитивными представителями трибы Dacetini (ныне в составе Attini).
Ископаемый вид †Acanthognathus poinari Baroni Urbani, 1994 был описан из миоценовых Доминиканских янтарей.
Название рода Acanthognathus было использовано также немецким ихтиологом Г. Дункером в 1912 году для именования рода игловых рыб (Dunckerocampus или Doryrhamphus), однако, это был случай омонимии. Следует отметить, что сходное название имеют пауки из семейства Nemesiidae (Acanthogonatus).